# 1247
| [ Edytuj tabelę ]                          |                                                                                 |
| Książę Małopolski                          | - 1243 Bolesław V Wstydliwy 1279                                                |
| Książę Wielkopolski                        | - 1239 Przemysł I 1257 - 1239 Bolesław Pobożny 1279                             |
| Król Angkoru                               | - 1244 Dżajawarman VIII 1295                                                    |
| Król Anglii                                | - 1216 Henryk III 1272                                                          |
| Król Aragonii i Walencji, hrabia Barcelony | - 1213 Jakub I Zdobywca 1276                                                    |
| Książę Bawarii                             | - 1231 Otto II 1253                                                             |
| Margrabia Brandenburgii                    | - 1220 Otto III 1267                                                            |
| Książę Burgundii                           | - 1218 Hugo IV 1272                                                             |
| Cesarz Bizancjum                           | - 1222 Jan III Dukas Watatzes 1254                                              |
| Car Bułgarii                               | - 1246 Michał I Asen 1256                                                       |
| Cesarz Chin                                | - 1224 Song Lizong 1264                                                         |
| Król Cypru                                 | - 1218 Henryk I 1253                                                            |
| Król Czech                                 | - 1230 Wacław I 1253                                                            |
| Król Danii                                 | - 1241 Eryk IV Plovpenning 1250                                                 |
| Władca Egiptu                              | - 1240 As-Salih Ajjub 1249                                                      |
| Król Francji                               | - 1226 Ludwik IX Święty 1270                                                    |
| Król Gruzji                                | - 1246 Dawid VI Narin 1259                                                      |
| Hrabia Holandii                            | - 1234 Wilhelm II 1256                                                          |
| Cesarz Japonii                             | - 1246 Go-Fukakusa 1259                                                         |
| Kalif                                      | - 1242 Al-Must’asim 1258                                                        |
| Król Kastylii                              | - 1217 Ferdynand III Święty 1252                                                |
| Król Kastylii i Leónu                      | - 1230 Ferdynand III Święty 1252                                                |
| Patriarcha Konstantynopola                 | - 1244 Manuel II 1255                                                           |
| Władca Korei                               | - 1213 Kojong 1259                                                              |
| Wielki książę litewski                     | - 1240 Mendog 1253                                                              |
| Cesarz Łaciński                            | - 1228 Baldwin II de Courtenay 1261                                             |
| Kalif Maroka                               | - 1242 Ali as-Said 1248                                                         |
| Król Nawarry                               | - 1234 Tybald I 1253                                                            |
| Król Norwegii                              | - 1217 Haakon IV Stary 1263                                                     |
| Hrabia Palatynatu                          | - 1227 Otton I Bawarski 1253                                                    |
| Papież                                     | - 1243 Innocenty IV 1254                                                        |
| Król Portugalii                            | - 1223 Sancho II 1248                                                           |
| Sułtan Rumu                                | - 1246 Kajkawus II 1260                                                         |
| Książę Rusi halickiej                      | - 1238 Daniel II 1264                                                           |
| Cesarz Rzymski (niemiecki)                 | - 1220 Fryderyk II 1250 - 1246 Henryk Raspe 1247 - 1247 Wilhelm z Holandii 1250 |
| Książę Saksonii                            | - 1212 Albrecht I 1260                                                          |
| Król Serbii                                | - 1243 Stefan Urosz I 1276                                                      |
| Król Singasari                             | - 1227 Anuśpati 1248                                                            |
| Król Szkocji                               | - 1214 Aleksander II 1249                                                       |
| Król Szwecji                               | - 1234 Eryk XI Eriksson 1250                                                    |
| Doża Wenecji                               | - 1229 Jacopo Tiepolo 1249                                                      |
| Król Węgier                                | - 1235 Bela IV 1270                                                             |
| Wielki mistrz zakonu krzyżackiego          | - 1244 Heinrich von Hohenlohe 1249                                              |

Rok 1247 / MCCXLVII
stulecia: XII wiek ~
XIII wiek ~
XIV wiek

lata: 1237 «
1242 «
1243 «
1244 «
1245 «
1246 «
1247
» 1248
» 1249
» 1250
» 1251
» 1252
» 1257

## Wydarzenia w Polsce
- Utworzenie dzielnicy kaliskiej dla Bolesława Pobożnego.

## Wydarzenia na świecie
- 18 listopada – Lyon: Jan di Piano Carpini i Benedykt Polak powrócili z wyprawy do Imperium Mongolskiego.
- Początek wojny sukcesyjnej w Turyngii.
- Qin Jiushao udowodnił Chińskie twierdzenie o resztach.
- Egipt przejął Jerozolimę od Chorezmijczyków.
- W Beauvais rozpoczęła się budowa romańskiej katedry St. Pierre (Francja).
- Nijmegen stało się częścią Geldrii.
- Po Sancho II nowym królem Portugalii został Alfons III.
- Ludwik IX Święty stracił ostatnich katarów w Montségur.

## Urodzili się
- Rashid ad-Din – perski mąż stanu i historyk (zm. 1318)
- Izabela Aragońska – żona Filipa III Śmiałego (zm. 1271)
- Giles z Rzymu – rzymski arcybiskup i filozof (zm. 1316)
- Małgorzata z Kortony – włoska tercjarka franciszkańska, rekluza, stygmatyczka, święta katolicka (zm. 1297)
- Eufrozyna Przemysłówna – ksieni klasztoru cysterek w Trzebnicy (zm. 1298)
- Jan z Montecorvino – włoski franciszkanin i misjonarz, pierwszy arcybiskup Pekinu (zm. 1328)
- Yishan Yining – chiński mistrz chan szkoły linji (zm. 1317)

## Zmarli
- 16 lutego – Henryk Raspe, landgraf Turyngii, antykról niemiecki (ur. 1201)
- 31 sierpnia – Konrad I, książę mazowiecki i krakowski (ur. 1187/88)

- Data dzienna nieznana: 
  - Gwidon z Kortony – włoski franciszkanin, prezbiter, błogosławiony Kościoła rzymskokatolickiego (ur. 1187)
  - Richard de Bures – siedemnasty wielki mistrz zakonu templariuszy (ur. ?)
  - Shakuen Eichō – japoński mnich buddyjski (ur. ?)